# Ranunculus felixii
Ranunculus felixii là một loài thực vật có hoa trong họ Mao lương. Loài này được H. Lév. miêu tả khoa học đầu tiên năm 1913.